# Vestagervej
 Der er for få eller ingen kildehenvisninger i denne artikel, hvilket er et problem. Du kan hjælpe ved at angive troværdige kilder til de påstande, som fremføres i artiklen.

Vestagervej er knap 500 meter lang og løber mellem Vangehusvej og Strandagervej på Østerbro i København.
I dag præges vejen af de mange store flotte villaer, der nu ofte bebos ikke af familier, men af advokatfirmaer og ambassader.

## Historie
Vejen fik sit navn i 1904 og er opkaldt efter et jordstykke der lå lidt sydligere på Østerbro.
Fra 1914 og frem boede arkitekten Andreas Fussing (1871-1958) i et hus han selv havde tegnet i nr. 3. Han havde bl.a. tegnet H. C. Ørstedsværket.
I 1930 boede direktør Egmont-Petersen i nr. 17 og i nr. 26 generalkonsul Hans Valdemar Ludvigsen (1861-1939).
I midten af 1900-tallet havde den polske gesandtskabs handelsafdeling ved Tadeusz Nowacki til huse i nr. 1. I nr. 5 var der den canadiske legations immigrationsafdeling. Den vesttyske ambassadør, W. Nöldeke, boede i nr. 9 og skuespiller Max Hansen (1897-1961) i nr. 7 og skuespilleren Hans Kurt (1909-1968) i nr. 11.

## Kendte bygninger
- Nr. 16 er en hvid villa, der nu er Tyrkiets ambassades konsulatafdeling, og som er temmelig afvisende i sit udtryk. Der er en indhegning med spir ovenpå, der forhindrer alle forsøg på at kravle ind over, og alle vinduer har tæt gitterværk foran. Selve ambassaden har i øvrigt adresse rundt om hjørnet på Rosbæksvej 15.
- Nr. 14 A og B er mere afslappet i sit udtryk. Det er et typehus fra 1977 i gule mursten og med fladt tag.
- Nr. 7 er endnu en villa tegnet af Carl Brummer i 1908. Der er en god stoflighed i behandlingen af de røde mursten. Det er en usædvanlig stejl vinkel på taghældningen.
- Nr. 9 er en villa fra 1917, der fungerer som officiel bolig for Tysklands ambassadør.
- Nr. 26 er et lavt hus, der dufter af eventyr med sin lille gadehave og fine skodder med udskårne heste på. Huset er fra 1919-20, tegnet af Helge Bojsen-Møller for kunstforlægger Alfred Jacobsen (hvis datter han blev gift med). Huset fungerede tidligere som tyendebolig, stald og garage for konsul Ludvigsens palæ fra 1910 på Svanemøllevej 41.[1]
- Nr. 27 er oprindelig opført af arkitekt Carl Petersen, som også tegnede Fåborg Museum. Efter hans tidlige død blev det i 1927 betroet Sven Risom at forsyne huset med Mansardtag. Da huset udelukkende har været privatbolig fremstår det i dag som et af de mest imødekommende i området - uden høje hegn og sikkerhedsforanstaltninger.[kilde mangler]